# میزر (اخترفیزیک)

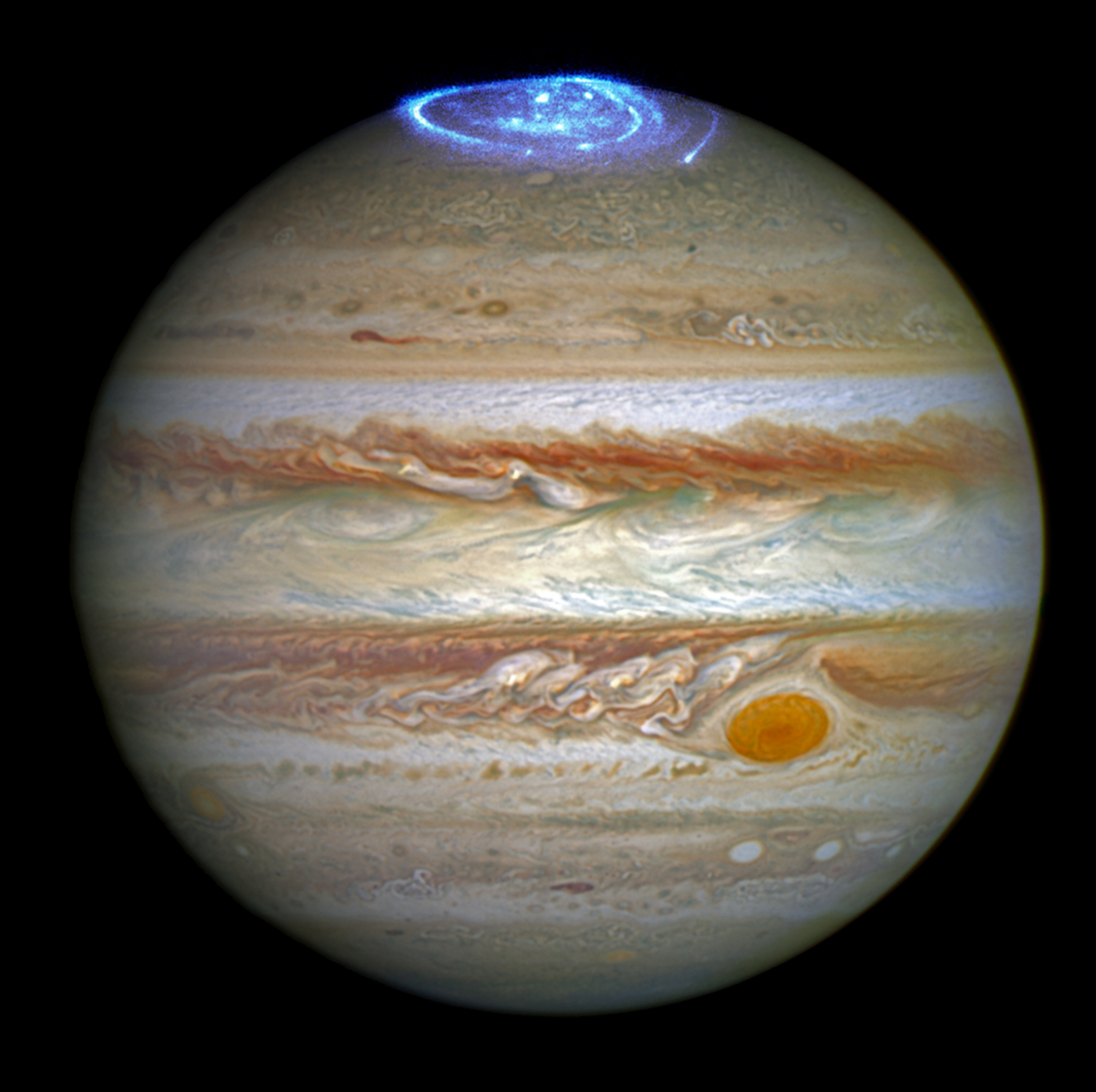
شفق قطبی در قطب شمال مشتری میزر شتاب‌دهنده حلقوی در مگنوسفر مشتری (تلسکوپ فضایی هابل)

میزر در اخترفیزیک یا میزر کیهانی (انگلیسی: Astrophysical maser) یک منبع طبیعی تحریک شده در خط طیفی انتشار است که معمولاً در محدودهٔ ریزموج (مایکروویو) طیف الکترومغناطیسی وجود دارد. تابش‌های تحریک شده دارای پهنای باند باریک‌تری نسبت به تابش‌های حرارتی هستند و در طول موج‌های خاصی انرژی بیشتری را متمرکز می‌کنند. این انتشار ممکن است در ابرهای مولکولی، دنباله‌دارها، اتمسفرهای سیاره‌ای و ستاره‌ای، یا در شرایط گوناگون دیگر در فضای بین ستارگان ایجاد شود.

## پیشینه

### انتقال گسستهٔ انرژی
مانند لیزر، انتشار یک میزر تحریک‌شده (یا بذرپاشی شده) تک‌رنگ (سفید و سیاه)، با همان فرکانس مربوط به اختلاف انرژی بین دو سطح انرژی مکانیک کوانتومی از گونه‌ها در محیط افزایش که به یک جمعیت غیر گرمایی پمپ شده‌است با این حال، میزرهایی که به‌طور طبیعی وجود دارند فاقد حفره تشدید مهندسی شده برای میزرهای آزمایشگاهی زمینی هستند.

### نام‌گذاری
به دلیل اختلاف بین مشاهده‌های طبیعی که منشأ خود به خودی دارند و آزمایشگاهیِ مهندسی شده، غالباً گفته می‌شود که میزرهای اخترفیزیکی، میزرهای «واقعی» نیستند زیرا فاقد حفره‌های نوسانی هستند. با این حال، تمایز بین لیزرهای مبتنی بر اسیلاتور و لیزرهای تک پاس عمداً توسط جامعه لیزر در سال‌های اولیه این فناوری مورد بی‌توجهی قرار گرفت.